# Maria Kazakova
Maria Kazakova (ryska: Мария Казакова), är en rysk kanotist.
Hon tog bland annat VM-silver i C-1 200 meter i samband med sprintvärldsmästerskapen i kanotsport 2011 i Szeged.